# Künstliche Kreativität
Unter Künstlicher Kreativität (im englischsprachigen Raum meist als Computational Creativity bezeichnet) versteht man Methoden, mit denen Computer weitestgehend automatisch Werke generieren können, die gemeinhin als kreativ angesehen werden. Das Themenfeld erstreckt sich dabei über verschiedene Disziplinen wie Literatur, Musik, Film, Bildende Kunst, Bildhauerei und mitunter auch Videospiele.

## Geschichte
Frühe Ansätze für die automatisierte Generierung von Kunstwerken sind in verschiedenen Bereichen bekannt, wenn auch nur in vereinzelten Anekdoten. So soll es beispielsweise 1777 in Göttingen eine sogenannte „poetische Handmühle“ gegeben haben, die auf mechanische Weise Oden verfasste. Wolfgang Amadeus Mozart wiederum experimentierte mit einem mathematischen Würfelspiel, das ihm beim Komponieren half. In den 1960er Jahren stellte A. Michael Noll, ein Mitarbeiter der Bell Labs, zudem fest, wie ein Gerät zur Lösung komplexer Gleichungen aufgrund eines Fehlers Zeichnungen anfertigte, die er als kreativ ansah. Er sicherte sich das Urheberrecht daran.
Systematischer wurde künstliche Kreativität erst mit dem Aufkommen von Computern verfolgt. Zunächst wurde auf sogenannte Expertensysteme zurückgegriffen, bei denen jede Regel von Hand programmiert werden musste. In jüngster Vergangenheit wurde dieser Ansatz durch künstliche neuronale Netze abgelöst, die durch Mustererkennung gewissermaßen selbst Regeln aus den Trainingsdaten ableiten.

## Bewusstsein und Kreativität
Kritiker führen mitunter an, Computer könnten lediglich Prozesse erledigen, die vorher programmiert wurden. Etwas genuin Neues würde auf diese Weise nicht geschaffen werden, der Computer sei demnach nicht kreativ – vielmehr sei der Programmierer der eigentliche Kreative. Die Gegenseite argumentiert wiederum, dass man ein Zufallselement (Temperature) programmieren könne, durch das der Computer auch für den Programmierer unvorhergesehene Dinge erzeugen kann.
Analog zur Debatte um Kreativität führen Kritiker an, Kreativität sei unmittelbar an das menschliche Bewusstsein gebunden, weshalb sie niemals von einem Computer realisiert werden könne. Die Gegenposition argumentiert, dass der Begriff des Bewusstseins selbst beim Menschen nur relativ dürftig definiert und erforscht sei und dass seine Relevanz für das Thema Kreativität daher alles andere als erwiesen sei. Daniel Dennett vertritt sogar die Ansicht, das Bewusstsein sei ohnehin nur eine Illusion, die sich technisch imitieren ließe.

## Copyright-Fragen
Da ein Großteil der heutigen Techniken auf maschinellem Lernen basiert, bilden große Mengen an Trainingsdaten die Ausgangslage. Hierbei ist umstritten, inwiefern es eine Copyrightverletzung darstellt, wenn ein Computer mit urheberrechtlich geschütztem Material trainiert wird und daraus etwas scheinbar Neues erschafft.

## Mögliche gesellschaftliche Folgen
Als mögliche Folgen computergenerierter Kunst stehen sich grob vereinfacht zwei Szenarien gegenüber. Auf der einen Seite steht die Vermutung, die Kunst würde langfristig vereinheitlicht, immer konformistischer werden und in einem alles dominierenden Mainstream münden. Auf der anderen Seite wird das genaue Gegenteil befürchtet: Computergeschaffene Kunst erlaube eine Hyperindividualisierung, durch die eine gemeinsame gesellschaftliche Basis in der Rezeption verloren gehe, da jeder Konsument ein anderes, auf seine persönlichen Vorlieben und Bedürfnisse abgestimmtes Werk konsumieren könne.

## Beispiele
- DALL-E / DALL-E 2 (Text-to-Image)
- Stable Diffusion (Text-to-Image)
- Midjourney (Text-to-Image)
- GPT-3 bzw. ChatGPT (Large Language Model)
- AIVA (Text-to-Music)
- MusicLM (Text-to-Music)
- MusicGen (Text-to-Music)
- Runway (Text-to-Video)